# Řád za zásluhy (Antigua a Barbuda)
Řád za zásluhy (anglicky Order of Merit) celým názvem Nejznámější řád za zásluhy (anglicky Most Illustrious Order of Merit) je státní vyznamenání Antiguy a Barbudy založené roku 1998. Udílen je občanům státu i cizím státním příslušníkům.

## Historie
Předchůdci tohoto řádu byli Zákonem o státních oceněních 1987 ze dne 27. února 1987 založená vyznamenání Řád vyznamenání a Řád cti. Tento zákon byl zrušen a nový řád pod názvem Řád za zásluhy byl založen Parlamentem Antiguy a Barbudy Zákonem o národních vyznamenáních 1998, jež byl podepsán generálním guvernérem Antiguy a Barbudy dne 31. prosince 1998. Tento zákon byl pozměněn v letech 2000, 2001 a 2015. Držitelé zrušených řádů získaly nově založený řád. Z moci úřední je velmistrem řádu úřadující generální guvernér Antiguy a Barbudy. Řádnými členy se mohou stát výhradně občané Antiguy a Barbudy. Cizinci mohou získat pouze čestné členství.

## Jmenování
Jmenování do řádu provádí velmistr na doporučení předsedy vlády Antiguy a Barbudy a Výboru pro vyznamenání, který byl zřízen zákonem z roku 1998. Tento výbor se skládá z osoby jmenované generálním guvernérem, dvěma členy senátu Antiguy a Barbudy a čtyřmi členy Sněmovny reprezentantů Antiguy a Barbudy. Z členů výboru je velmistrem jmenován jeho předseda.
Do řádu mohou být lidé jmenováni i posmrtně, ale takový příjemce není uveden na aktuálním seznamu členů řádu. Nová přijímání do řádu jsou vyhlašována při příležitosti Dne nezávislosti Antiguy a Barbudy, který připadá na 1. listopadu. Slavnostní ceremoniál přijímání nových členů se koná v oficiální rezidenci generálního guvernéra, v Government House v Saint John's.

## Třídy
Řád je udílen v pěti třídách:
- velkokříž (Grand Cross, GCM)
- velkodůstojník (Grand Officer, GOM)
- komandér (Commander, CM)
- důstojník (Officer, OM)
- člen (Member, MM)

## Insignie
Řádová hvězda je osmicípá. Uprostřed je položen odznak ve tvaru bíle smaltovaného kříže s kulatým medailonem uprostřed. V medailonu je zlatý ananas na červeně smaltovaném pozadí. Medailon je lemován modře smaltovaným kruhem s nápisem.